# NGC 7402
NGC 7402 (другие обозначения — PGC 69914, MCG 0-58-10, ZWG 379.13, NPM1G +00.0613) — линзообразная галактика (S0) в созвездии Рыбы.
Этот объект входит в число перечисленных в оригинальной редакции «Нового общего каталога».